# 甘露寺忠長 (1909年生)
甘露寺 忠長（かんろじ ただなが、1909年〈明治42年〉4月29日 - 1937年〈昭和12年〉3月24日）は、明治時代から昭和時代にかけての華族。伯爵甘露寺受長の嗣子。位階は従五位。

## 生涯
1909年（明治42年）4月29日、甘露寺受長の長男として誕生する。母は北白川宮能久親王第一王女の満子女王。姉に績子、壽子がいる。
1929年（昭和4年）5月15日、20歳で従五位に叙爵された。
1930年（昭和5年）3月28日、旧制学習院高等科文科丙類を卒業した。同年4月3日、京都帝国大学経済学部に入学した。
1933年（昭和8年）3月30日、学士試験に合格したことにより京都帝国大学を卒業した。
1937年（昭和12年）3月24日、卒去した。これに伴い、弟の親房が嗣子となった。

### 官報
- 『官報』第837号、1929年10月12日。（NDLJP:2957304/3）
- 『官報』第983号、1930年4月12日。（NDLJP:2957450/8）
- 『官報』第1008号、1930年5月13日。（NDLJP:2957475/8）

- 『官報』第1886号、1933年4月17日。（NDLJP:2958358/9）
- 『官報』第3070号、1937年3月30日。（NDLJP:2959553/9）